# VW EA489 Basistransporter
Der Volkswagen EA489 Basistransporter oder auch Hormiga (spanisch für Ameise) war ein kleiner, vierrädriger Pritschenwagen des Herstellers Volkswagen. Er wurde im Zeitraum von 1975 bis 1979 hergestellt. Das Fahrzeug wurde von einem luftgekühlten Käfermotor angetrieben, der unter dem Fahrerhaus angeordnet war und die an Doppelquerlenkern aufgehängten Vorderräder antrieb. Beim Hormiga lag der Motor hinter der Vorderachse, bei anderen Varianten davor. Die Hinterachse war starr und an Blattfedern aufgehängt. Als Höchstgeschwindigkeit wurden 85 km/h angegeben. Das Leergewicht betrug 1290 kg.
Der Vierzylinder-Boxermotor mit 1584 cm³ Hubraum und 37 kW (50 PS) bei 4000/min fand sich auch in den Modellen Typ 1 (VW Käfer) und Typ 2 (VW-Bus). 
Als billiges Nutzfahrzeug für Märkte der Dritten Welt konzipiert, hatte er einen Leiterrahmen und eine spartanisch gehaltene Ausstattung. Er sollte auch ohne dichtes Netz an Händlern bzw. Kundendienst betrieben werden können. Verschiedene Varianten des Fahrzeugs wurde als Kleinserie von 2600 in Hannover als CKD-Bausätze sowie in Mexiko hergestellt und in der Türkei mit einem Fahrerhaus mit abgewandeltem T2-Frontblech und Dach als EA 489, in Indonesien als Mitra und in Mexiko als Hormiga verkauft. Auf den Philippinen hieß er Trakbayan. 
Wirklich erfolgreich war der Basistransporter nicht. Wie sich zeigte, wurden auch in Ländern der dritten Welt handelsübliche Kleintransporter bevorzugt, insbesondere aus japanischer Produktion. Marktführer war dabei in vielen Ländern der Toyota Hiace. Die Produktion des Basistransporters wurde daher 1979 eingestellt und die Idee nicht weiterverfolgt.
Ein ähnliches Konzept wird nur in Indien verwirklicht, wo es seit 2005 den Tata Ace gibt, der auf dem dortigen Heimatmarkt einen größeren Erfolg hat als seinerzeit der EA 489.

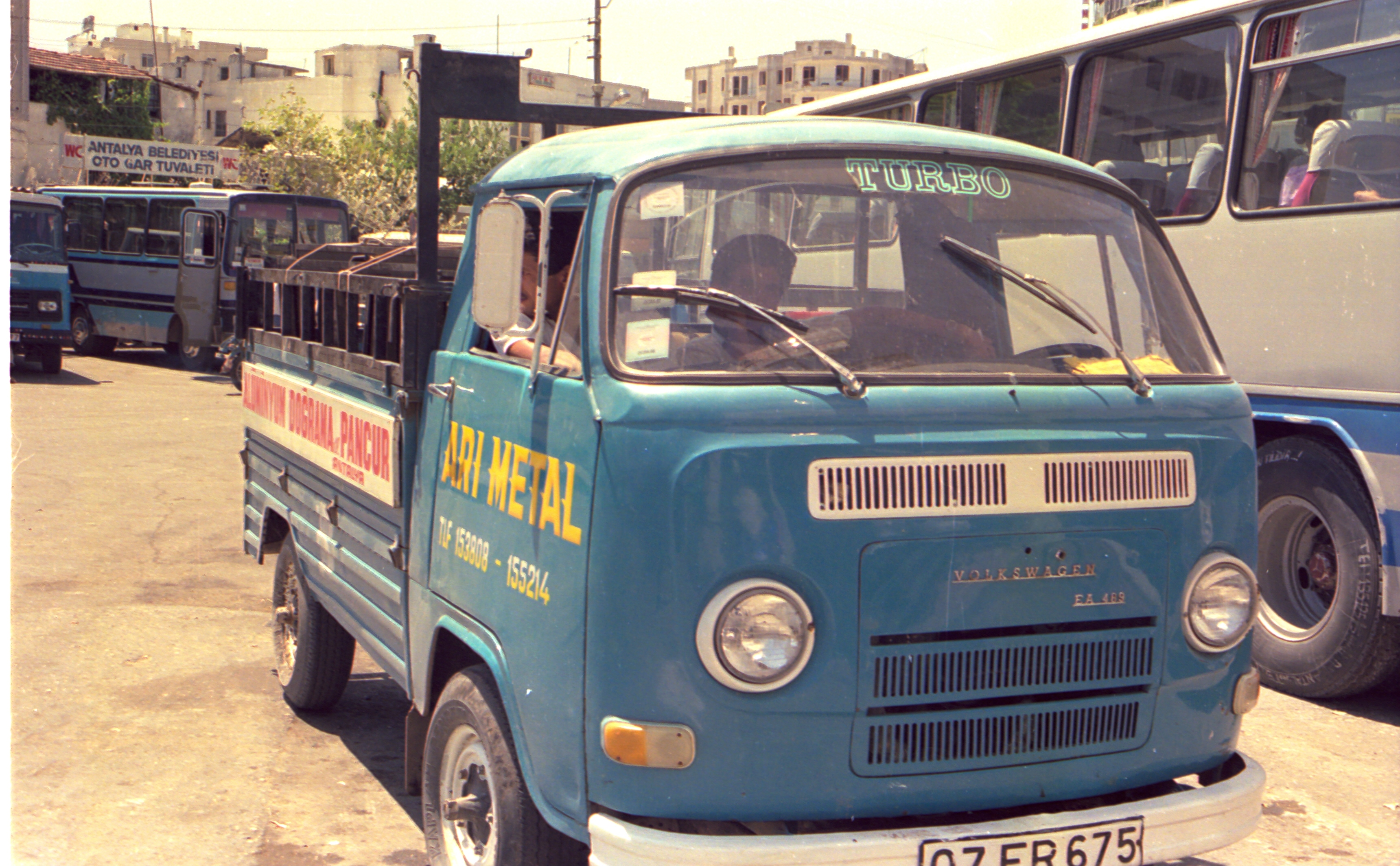
Türkischer EA 489 mit Front vom T2
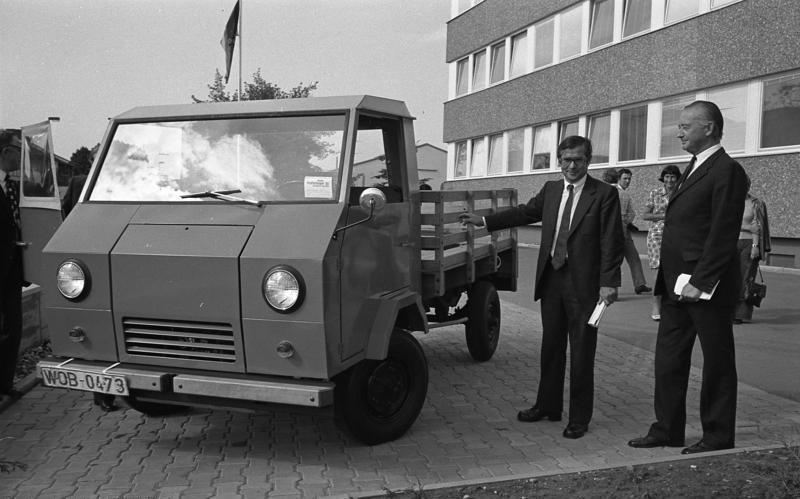
Prototyp mit Motor vor der Vorderachse